# Sestrimo-Gletscher
Der Sestrimo-Gletscher (bulgarisch ледник Сестримо lednik Sestrimo) ist ein 11 km langer und 4 km breiter Gletscher im Norden des Grahamlands auf der Antarktischen Halbinsel. Auf der Trinity-Halbinsel fließt er östlich des Mount d’Urville in nördlicher Richtung zur Lafond Bay an der Bransfieldstraße.
Die bulgarische Kommission für Antarktische Geographische Namen benannte ihn 2009 nach der Ortschaft Sestrimo im Süden Bulgariens.